# Vilim I., holandski grof
Vilim I. (oko 1167. – 4. veljače 1222.) bio je holandski grof. Bio je mlađi sin Florisa III. i Ade Škotske te je rođen u Haagu, premda je odgojen u Škotskoj.
Vilim je sudjelovao u Trećem križarskom ratu. Nakon što je papa izopćio Vilima iz Crkve, Vilim je postao poznati križar te je izopćenje bilo maknuto. Vilim je dobio nadimak „Ludi“.
Sa svojom prvom suprugom, Adelajdom od Gueldersa, Vilim je dobio Florisa IV. Holandskog, Otona, Vilima, Rikardu i Adu. Vilimova druga supruga bila je Marija Brabantska.